# Prix Crawford
Ne doit pas être confondu avec Prix Crafoord.
Pour les articles homonymes, voir Crawford.
Le Prix  Crawford (J.D. Crawford Prize) est une distinction mathématique biennale décernée par la Society for Industrial and Applied Mathematics (SIAM) pour des réalisations dans le domaine des systèmes dynamiques. Créé en 2001, ce prix vise à honorer John David Crawford (1954-1998), professeur à l'Université de Pittsburgh qui a contribué à la recherche fondamentale dans le domaine.

## Lauréats
Les lauréats du prix J. D. Crawford sont:
- 2001 : Björn Sandstede (en)
- 2003 : Yannís G. Kevrekidis (en)
- 2005 : Dwight Barkley (en)
- 2007 : Andrew M. Stuart
- 2009 : Arnd Scheel (en)
- 2011 : Eric Vanden-Eijnden (en)
- 2013 : Panayotis G. Kevrekidis (en)
- 2015 : Florin Diacu (en)
- 2017 : Martin Wechselberger
- 2019 : Margaret Beck
- 2021 : Igor Mezić (en)
- 2023 : Victoria Booth